# Сартанские самоцветы
«Сартанские самоцветы» — фольклорный греческий ансамбль песни и танца, ведущий греческий коллектив Приазовья и Украины. Исполняет песни на румейском и новогреческом языке и исполняет румейские танцы.
Был основан в 1935 году в Сартане. Основателем и художественным руководителем стал Наум Виткуп.
В 1936 году ансамбль занял первое место во Всесоюзном просмотре коллективов национальных меньшинств в Москве.
В 1937 году ансамбль прекратил существование. В 1967 году ансамбль вновь собирается благодаря Марии Гайтан, которая стала новым руководителем ансамбля.
В 1982 году ансамбль получает звание «народного».
В 2002 году «Сартанские самоцветы» становятся дипломантами Международного академического рейтинга «Золотая фортуна».
В ансамбле начиналась творческая деятельность Тамары Анатольевны Кацы, которая была ведущей солисткой ансамбля в 1978 году.

## Дискография
- 2005 — «Оф, мана, вай!»[3] — диск был выпущен к 225-летию переселения греков из Крыма в Приазовье[4].